# 西部省 (埃及)
西部省（阿拉伯语：محافظة الغربية），是埃及二十七省之一，位于尼羅河三角洲中部。首府坦塔。面积1,942平方公里，人口5,066,000人（2018年统计）。
西部省地处首都开罗与最大海港亚历山大之间，交通便利，省府坦塔到开罗和亚历山大均只需一到两小时车程。
省内最大城市为临近代盖赫里耶省的大迈哈莱，其次为坦塔。